# I ladri
I ladri è un film del 1959 diretto da Lucio Fulci.
È l'ultimo film in cui Totò ed Enzo Turco recitano insieme.

## Trama

Fred Buscaglione in una foto di scena

Joe Castagnato, gangster italo-americano soprannominato Elsewhere, cioè "Altrove", a causa degli ingegnosi alibi che è solito procurarsi, viene dichiarato indesiderabile negli Stati Uniti e rispedito a Napoli dove, in regime di sorvegliato speciale, dovrà vedersela col solerte e furbo commissario Gennaro Di Sapio della "QdN sezione CNF". Contemporaneamente un agente dell'FBI informa il commissario Di Sapio che il Castagnato porta con sé ventimila sterline d'oro rubate ad una banca di New York, che vuole recuperare. Casualmente, le sterline vengono ritrovate, nascoste in un barattolo di marmellata di ananas, da un ladruncolo, Vincenzo Scognamiglio, che si arrangia insieme alla moglie sarta (l'unica della famiglia dotata di cervello), il fratello parcheggiatore abusivo perennemente assonnato, e lo zio mezzo rincitrullito. Gli Scognamiglio costringono Castagnato ad entrare in affari con loro, mentre il commissario Di Sapio ritrova una sterlina e tiene sotto controllo i magazzini del porto. Castagnato incarica i tre scalcagnati ladri di rubare le sterline d'oro dai magazzini del porto per poi venderle ad un camorrista che le ripulirà. La notte del 31 dicembre il furto ha luogo, ma il vecchio custode dei magazzini muore per il troppo sonnifero messogli nel thermos del caffè, così gli Scognamiglio si ritrovano con un bottino che "scotta". Tuttavia, il piano di Castagnato era un altro: rubare dalla cassaforte del camorrista il contante preparato per il riciclaggio delle sterline.
Ma la furba signora Scognamiglio scopre il doppio gioco dell'italo-americano, e riesce a recuperare il danaro, mentre il commissario Di Sapio accusa Castagnato del furto ai magazzini del porto e di omicidio. La brutta sorpresa però è che il danaro è falso: il camorrista si era voluto cautelare così dopo essersi insospettito dell'ambiguo comportamento di Castagnato. Agli sfortunati ladri non rimane allora che un'ultima risorsa: trovare un lavoro onesto. Alla fine il commissario Di Sapio recupera le sterline d'oro e le consegna all'agente della FBI che ritorna negli Stati Uniti d'America. Sull'aereo però si scopre che l'agente non è altro che lo stesso Joe Castagnato, immediatamente arrestato dal commissario Di Sapio della Questura di Napoli sezione 'cca nisciuno è fesso! ("QdN sezione CNF"), travestito da sacerdote.